# セフピロム
セフピロム（英：Cefpirome）は第4世代のセファロスポリン系抗生物質である。商品名としてCefrom、Keiten、Broact、Cefirなどあり、緑膿菌を含むグラム陰性菌やグラム陽性菌に対して高い活性を示すと考えられている。

## 抗菌スペクトル
Bacteroides fragilis、エンテロコッカス属、シュードモナス属、ブドウ球菌はセフピロム硫酸塩に耐性があり、ヘモフィルス属や肺炎レンサ球菌の一部は幾ばくかの耐性を獲得している。